# کلوئی ساتون
کلوئی ساتون (به انگلیسی: Chloe Sutton) (زادهٔ ۳ فوریهٔ ۱۹۹۲) شناگر اهل ایالات متحده آمریکا است.